# Brygada Syberyjska
Syberyjska Brygada Piechoty (BSyb) – jednostka piechoty Wojska Polskiego II RP.
Brygada sformowana została na podstawie rozkazu ministra spraw wojskowych z 14 lipca 1920 z resztek 5 Dywizji Strzelców Polskich, które powróciły do kraju. 2 Syberyjski pułk piechoty organizowany był przy batalionie zapasowym 64 Grudziądzkiego pułku piechoty w miejscowości Grupa, natomiast 1 Syberyjski pułk piechoty w Toruniu przy 63 pułku piechoty. W pierwszej dekadzie sierpnia brygada skierowana została na front i podporządkowana dowódcy 5 Armii.

## Geneza
Po rozwiązaniu korpusów polskich na Wschodzie, na wschodnich obszarach Rosji zaczęły żywiołowo tworzyć się polskie formacje zbrojne. Wstępowali do nich żołnierze rozpadającej się armii rosyjskiej, jeńcy wojenni z armii austro-węgierskiej oraz liczni legioniści. W styczniu 1919 sformowano 5 Dywizję Strzelców Polskich. Wspólnie z 4 DSP stanowiła organizacyjnie część Armii Polskiej we Francji (Armii Hallera). Wiosną 1919 rozpoczęła ona marsz koleją w kierunku wschodnim. Jej celem, podobnie jak i słabo współdziałających z Polakami wojsk Republiki Czechosłowackiej, był powrót do kraju droga morską. Ruchem kolejowym zarządzali przede wszystkim Czesi. Polska dywizja stanowiła ariergardę. Toczyła ona liczne walki z oddziałami „czerwonych”, regularnymi oddziałami i partyzanckimi. Ponosiła przy tym ogromne straty. 23 grudnia na węzłowej stacji Tajga, Czesi nie chcieli przyjmować polskich pociągów. Oddziały 5 DP przegrupowały się w stronę Krasnojarska. Tam jednak wybuchło powstanie, a „czerwona” 5 Armia dokonała obejścia linii kolejowej. Ostatecznie część transportów dywizji dostała się w ich ręce. Część oddziałów polskich przedarła się w walce przez to miasto. Zostały jednak zablokowane w Klukwiennej. Prośba do gen. Syrowego o udzielenie pomocy spotkała się z brutalną odmową.
10 stycznia 1920, 3000 kilometrów od Polski, na Syberii, skapitulowała 5 Dywizja Strzelców Polskich. Część żołnierzy dywizji zdecydowała przedzierać się na wschód. Większość zginęła. Część jednak dotarła do Irkucka. W mieście zorganizowano tymczasową bazę i stąd różnymi drogami żołnierze kierowali się do Harbina. Tam powstał samodzielny batalion 1 pułku strzelców, Legia Oficerska oraz oddział kawalerii i artylerii. Rząd polski zorganizował powrót oddziałów do kraju. W kwietniu zgrupowanie wraz z rodzinami przejechało do portu Dairen i tam zaokrętowało się na statek „Jarosław”. Podróż do kraju przez Nagasaki, Hongkong, Singapur, Kolombo, Aden, Gibraltar i Kopenhagę trwała ok. 3 miesięcy. 1 lipca w Gdańsku witano 120 oficerów i 800 szeregowych.
Po rozładunku batalion strzelców rozmieszczono w Chełmnie, a Legię Oficerską i rodziny w Grupie. Początkowo zamierzano przeprowadzić demobilizację, a oficerów skierować na urlopy. Jednak wobec groźby ze strony, jak to określano, „czerwonej nawały” wszyscy pozostali w służbie czynnej.

## Organizacja
14 lipca minister spraw wojskowych wydał rozkaz o sformowaniu dwupułkowej Syberyjskiej Brygady Piechoty. W jej skład weszli przede wszystkim ochotnicy. Do punktów formowania przyjeżdżały zorganizowane grupy. Stawili się tam m.in. „członkowie klubu wioślarskiego z Kalisza, dwie kompanie zorganizowane przez PPS w Łodzi, VII i VIII klasy gimnazjalne w pełnym składzie z księdzem i nauczycielami. Zgłaszają się ochotnicy grupami i pojedynczo, wszyscy niewyszkoleni, karabina w ręku nie mieli, wszyscy jednak pełni poświęcenia i zapału”.
W pierwszych dniach sierpnia, przez Skierniewice, Warszawę dotarła do Zegrza, została włączona w skład 5 Armii. Jeszcze w czasie marszu prowadzono szkolenie strzeleckie i doposażano brygadę w sprzęt i umundurowanie.
Na podstawie rozkazu Naczelnego Dowództwa Wojska Polskiego nr 6797/20/Sąd. z 10 sierpnia 1920 został utworzony (wyjątkowo) sąd polowy dla Brygady Syberyjskiej. Na stanowisko szefa sądu został wyznaczony kpt. KS Tadeusz Garbusiński z Sądu Wojskowego Okręgu Generalnego Warszawa. Ponadto przydzieleni zostali porucznicy Korpusu Sądowego: Roman Szluha z Sądu Wojskowego Okręgu Generalnego Kielce i Mieczysław Radwański z Sądu Wojskowego Okręgu Generalnego Warszawa.

## Brygada w boju
13 sierpnia jej oddziały wyszły nad Wkrę pod Borkowem, a 14 sierpnia już walczyły. Walki pod Borkowem brygada okupiła dużymi stratami. Część żołnierzy dopiero teraz uczyła się strzelać. Brygada walczyła później pod Nasielskiem i Prusinowicami, zdobyła Maków. Toczyła też dramatyczny bój pod Chorzelami i Myszyńcem z przebijającym się na wschód oddziałami bolszewickiego III Korpusu i 4 Armii. Po bitwie brygada przeszła na odpoczynek stając się jednocześnie wraz z oddziałami Dywizji Ochotniczej częścią nowej 22 Dywizji Piechoty.
Dowódca 5 Armii gen. Władysław Sikorski tak ocenił brygadę:

„Świeżo sformowana na Pomorzu brygada syberyjska, prowadzona przez płk. Rumszę, której stan bojowy wynosił okrągło 2850 bagnetów i 120 szabel, zawierała doskonałą kadrę oficerską i podoficerską byłej 5-tej syberyjskiej dywizji. Ożywiał ją niezłomny i zahartowany w wiekowej walce duch pomorskiego ludu. A że brygada ponadto była zaopatrzona obficie pod technicznym i materialnym względem, wydawała mi się przeto, gdym dokonywał jej przeglądu w czasie marszu do Modlina, silną i najzupełniej pewną jednostką taktyczną. Organizacyjny jednak jej stan, jak się okazało później, zawierał przede wszystkim ujemne konsekwencje zbyt szybkiego tempa powstania brygady. Jej żołnierz niezgrany był z dowódcą, a ponadto mało był obeznany z techniczno-bojowym sprzętem, w dodatku na ogół niedopasowanym, gdyż wydanym brygadzie w drodze, tj. w czasie marszu z Zegrza do Modlina”.

Przebywający pod Chorzelami Lucjan Żeligowski wspominał: 

„Widok pola walki robił przykre wrażenie. Leżała na nim wielka ilość trupów. Byli to w ogromnej większości nasi żołnierze, ale nie tyle ranni i zabici w czasie walk, ile pozabijani po walce. Całe długie szeregi trupów, w bieliźnie tylko i bez butów leżały wzdłuż płotów i w pobliskich krzakach. Byli pokłuci szablami i bagnetami, mieli zmasakrowane twarze i powykłuwane oczy. W tym czasie zameldowano mi, że przyjechał angielski generał z kilku angielskimi oficerami. […] Byłem wzburzony. «Może pan generał zechce opowiedzieć panu Lloydowi George’owi - powiedziałem wówczas - jak jego przyjaciele polityczni obchodzą się z naszymi jeńcami». Generał i oficerowie angielscy milczeli”.

## Struktura organizacyjna Syberyjskiej Brygady Piechoty
- Dowództwo
  - dowódca – płk Kazimierz Rumsza
- 1 Syberyjski pułk piechoty – mjr Franciszek Dindorf-Ankowicz
- 2 Syberyjski pułk piechoty – kpt. Józef Werobej
- Syberyjski dywizjon artylerii polowej (od 12 IX 1920 – IV dywizjon 16 pułku artylerii polowej)
- Syberyjski dywizjon kawalerii